# لانه‌کن دم‌سیاه
لانه‌کن دم‌سیاه (نام علمی: Trogon melanurus) نام یک گونه از سرده لانه‌کن‌های اصلی است.